# Piotr Filatov
Piotr Mikhaïlovitch Filatov, (en russe : Пётр Миха́йлович Фила́тов), né le 18 août 1893 et mort le 14 juillet 1941, est un militaire soviétique de la Seconde Guerre mondiale. Grièvement blessé au combat, il décède dans un hôpital de Moscou.

## Biographie
Il s'engage dans l'armée russe en 1914 au début de la Première Guerre mondiale. En 1917, il est diplômé de l'école militaire de Dushet et devient lieutenant. Il rejoint l'Armée rouge en 1918 et participe à la guerre civile russe. En 1922, il est diplômé de l'académique militaire de l'Armée rouge.
En 1936, il commande la 27e division d'infanterie. En 1937 il commande du 15e Corps d'armée. En 1938, il rejoint l'armée de l'est et participe à la Bataille du lac Khassan. En mai 1941, il est nommé commandant de la 13e armée du district militaire spécial de l'Ouest.
Au début de la Grande Guerre patriotique, la 13e armée du lieutenant-général Filatov mena des batailles défensives vers Minsk durant la bataille de Białystok–Minsk. Après l'encerclement de Minsk, il réussit à préserver la capacité de combat de l'armée et retire la plus grande partie sur une nouvelle ligne défensive.
Le 8 juillet 1941, dans la région de Mahiliow, Filatov est grièvement blessé lors d'un raid de l'aviation allemande puis évacué vers un hôpital de Moscou. Il meurt de ses blessures le 14 juillet 1941. Il est enterré au Cimetière de Novodevitchi.